# Pedra Alta de Antela
La Pedra Alta de Antela est un mégalithe retrouvé dans la commune de Cortegada, dans la province d'Ourense, en Galice.

## Description
Ce menhir, de 3,74 m de hauteur, était autrefois utilisé comme borne à la limite entre les territoires de Xunqueira de Ambía, Vilar de Barrio et Sarreaus, puis désaffecté et oublié. Redécouvert en 1975 par un agriculteur lors du labourage du champ, il a été réinstallé en 1986 sur une dalle de béton le long de la route. 
Sur la pierre sont gravées une croix et des inscriptions datées d'environ entre les IXe et XIe siècles lors de sa christianisation, mais qui restent difficiles à déchiffrer.
Il a été déclaré Bien d'intérêt culturel en 2011.

### Liens connexes
- Liste des sites mégalithiques en Galice